# Lipski (nazwisko)
Lipski (forma żeńska: Lipska, liczba mnoga: Lipscy) – polskie nazwisko.

## Etymologia nazwiska
Utworzone formantem -ski od nazwy miejscowej Lipa lub Lipie (wiele miejscowości). Notowane od 1406 roku (Lipsky w roku 1239).

## Rody szlacheckie
Nazwiskiem Lipski posługiwało się wiele rodów szlacheckich. Byli to: Lipscy herbu Abdank, Lipscy herbu Doliwa, Lipscy herbu Grabie, Lipscy herbu Janina, Lipscy herbu Korczak, Lipscy herbu Lubicz, Lipscy herbu Pomian, Lipscy herbu Łada, Lipscy herbu Pobóg, Lipscy herbu Rogala, Lipscy herbu Szreniawa oraz Lipscy herbu Łabędź. Istniało również wiele rodów Lipskich posiadających własne herby.

## Demografia
Na początku lat 90. XX wieku w Polsce mieszkało 9353 osób o tym nazwisku, najwięcej w dawnym województwie: warszawskim  – 1143, gdańskim – 925 i lubelskim – 867. W 2018 roku mieszkało w Polsce około 9738 osób o nazwisku Lipski, najwięcej w Warszawie i Kościerzynie.